# Charles Howard Hodges
Charles Howard Hodges (Londen, 23 juli 1764 - Amsterdam, 24 juli 1837) was een in Engeland geboren kunstenaar die in Nederland carrière maakte nadat hij in zijn geboorteland een 'wonderkind' was geweest. In 1788 reisde hij naar Amsterdam en woonde bij Johann Friedrich August Tischbein op de Keizersgracht.
Na een tweejarig verblijf in Dublin vestigde hij zich in 1792 in 's-Gravenhage. In deze stad en in Amsterdam, waar hij veel werkte, maakte hij "zwartekunstprenten" of mezzotinten van Engelse schilderstukken. In 1797 verhuisde hij met zijn gezin naar Amsterdam, waar hij zich ontwikkelde tot een veelgevraagd portretschilder in de stijl van Tischbein. Hij was ook graveur, tekenaar, uitgever, kunsthandelaar en lid van het gezelschap Felix Meritis.

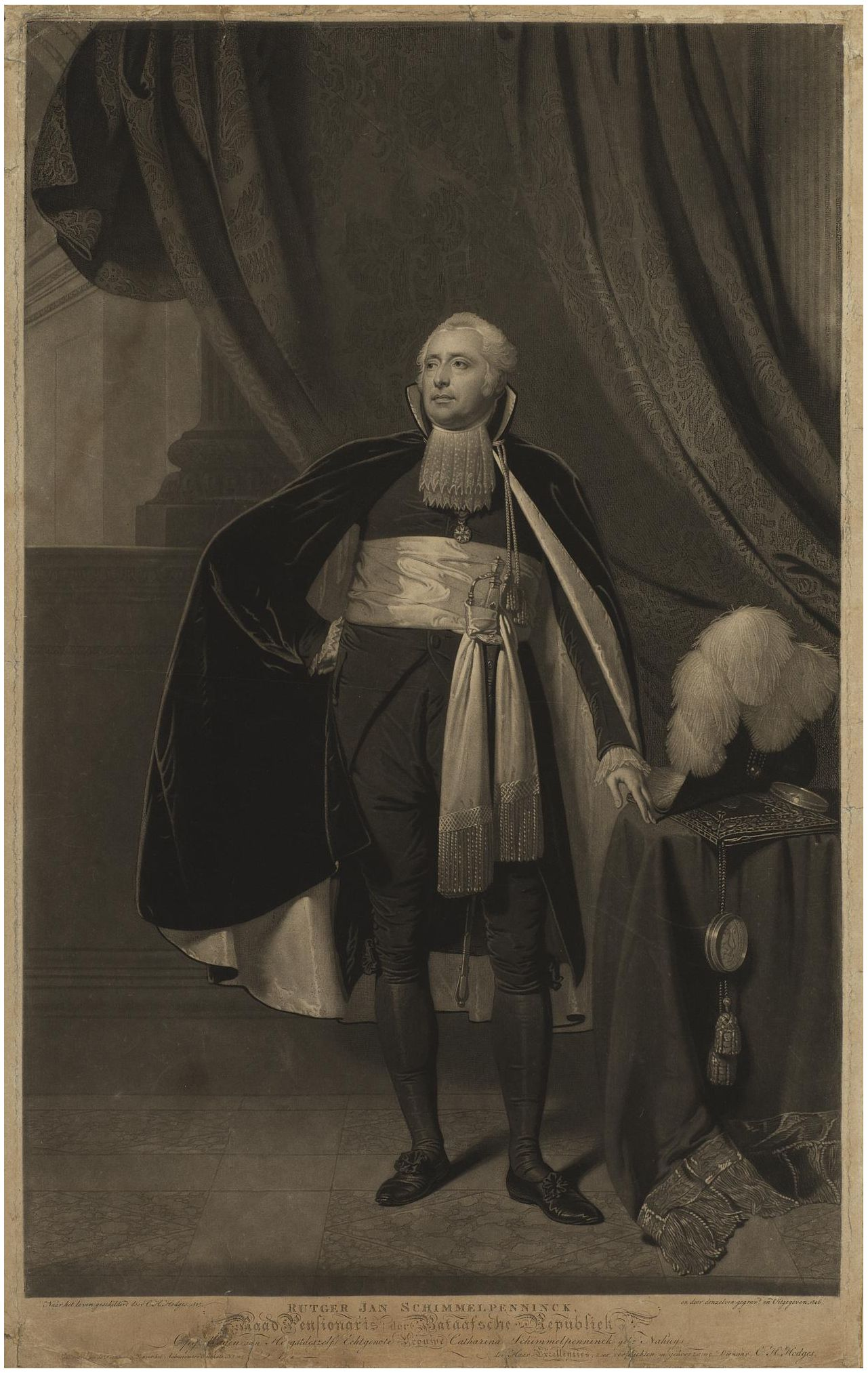
Een mezzotint van de hand van Charles Howard Hodges.
Het impressum luidt:
Rutger Jan Schimmelpenninck, Raad Pensionaris der Bataafsche Republiek. Naar het leven geschilderd door C.H. Hodges. 1805. en door denzelven gegrav. en Uitgegeven, 1806. Amsterdam op de Prinsengracht over het Aalmoeseniers Weeshuis, N° 205

Hodges schilderde de vijf leiders van de achtereenvolgende Nederlandse politieke systemen: stadhouder Willem V van de Republiek der Verenigde Nederlanden, Raadpensionaris Rutger Jan Schimmelpenninck van de Bataafsche Republiek, Koning Lodewijk Napoleon (koning van Holland), keizer Napoleon Bonaparte en koning Willem I der Nederlanden. Hij schilderde ook talloze portretten van Nederlandse edellieden en patriciërs. Het enige bekende portret van Sebald Justinus Brugmans is ook van zijn hand. Een ontwerp voor een erekruis van de Orde van de Unie werd door Lodewijk Napoleon terzijde gelegd.
Hodges adviseerde de Nederlandse regering in 1815 bij het terugbrengen van de duizenden, door de Fransen in 1795 in beslag genomen schilderijen en prenten uit Nederlandse verzamelingen, waaronder uit de Galerij Prins Willem V en de verzameling van de stadhouders. Het lukte om vrijwel alle gestolen kunstwerken terug te halen uit Parijs.
Hodges maakte rond de 700 portretten; de meeste zijn uit de 19e eeuw. De vroegste zijn met pastel, de latere met olieverf. Portretten van Hodges zijn te vinden in het Rijksmuseum in Amsterdam, in musea en talloze kastelen en in koninklijke en particuliere verzamelingen.
Charles Howard Hodges was de vader en leermeester van James Newman Hodges, een minder belangrijke schilder en opzichter van het Rijksmuseum toen dat nog in het Amsterdamse Trippenhuis gevestigd was.

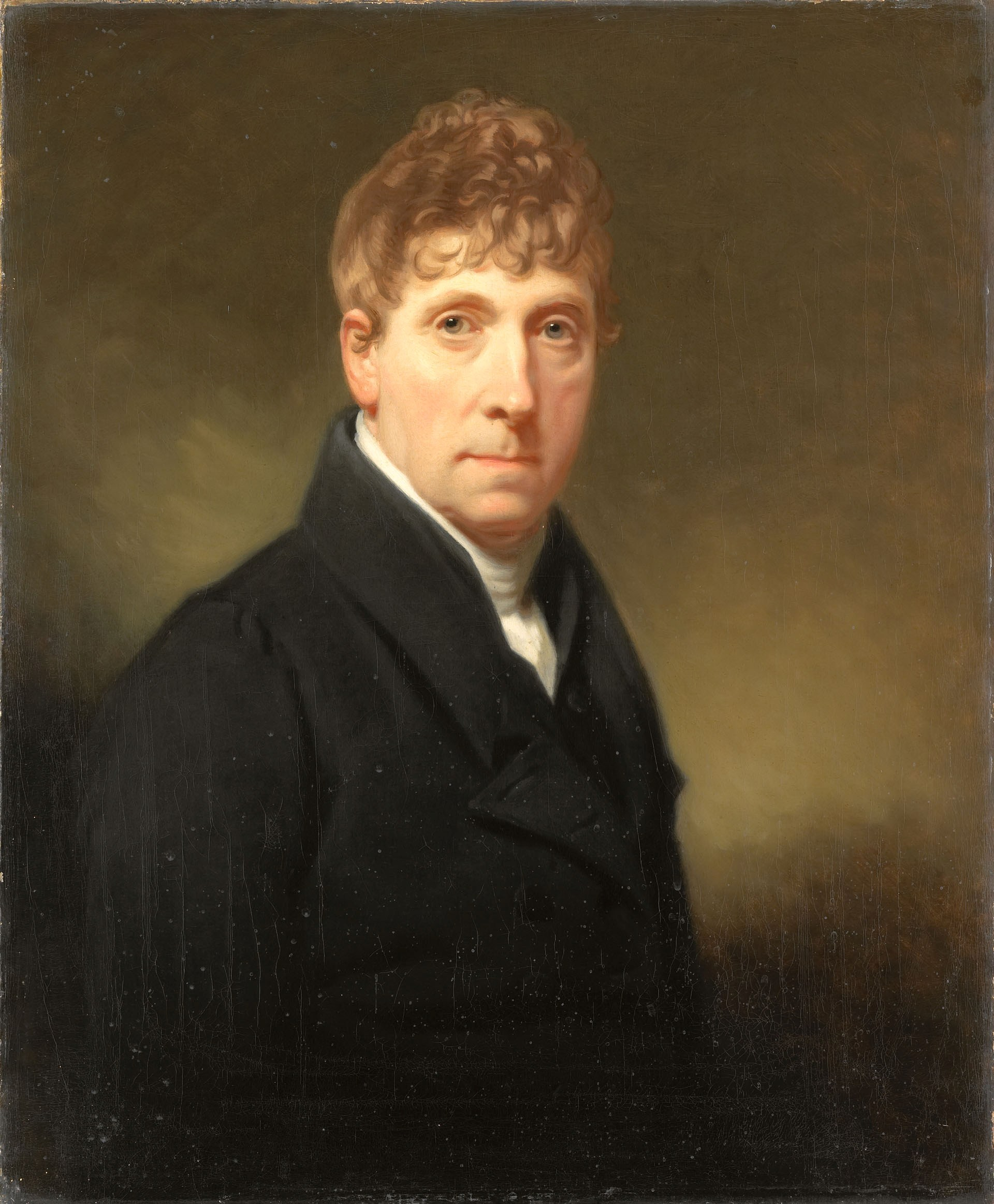
Zelfportret
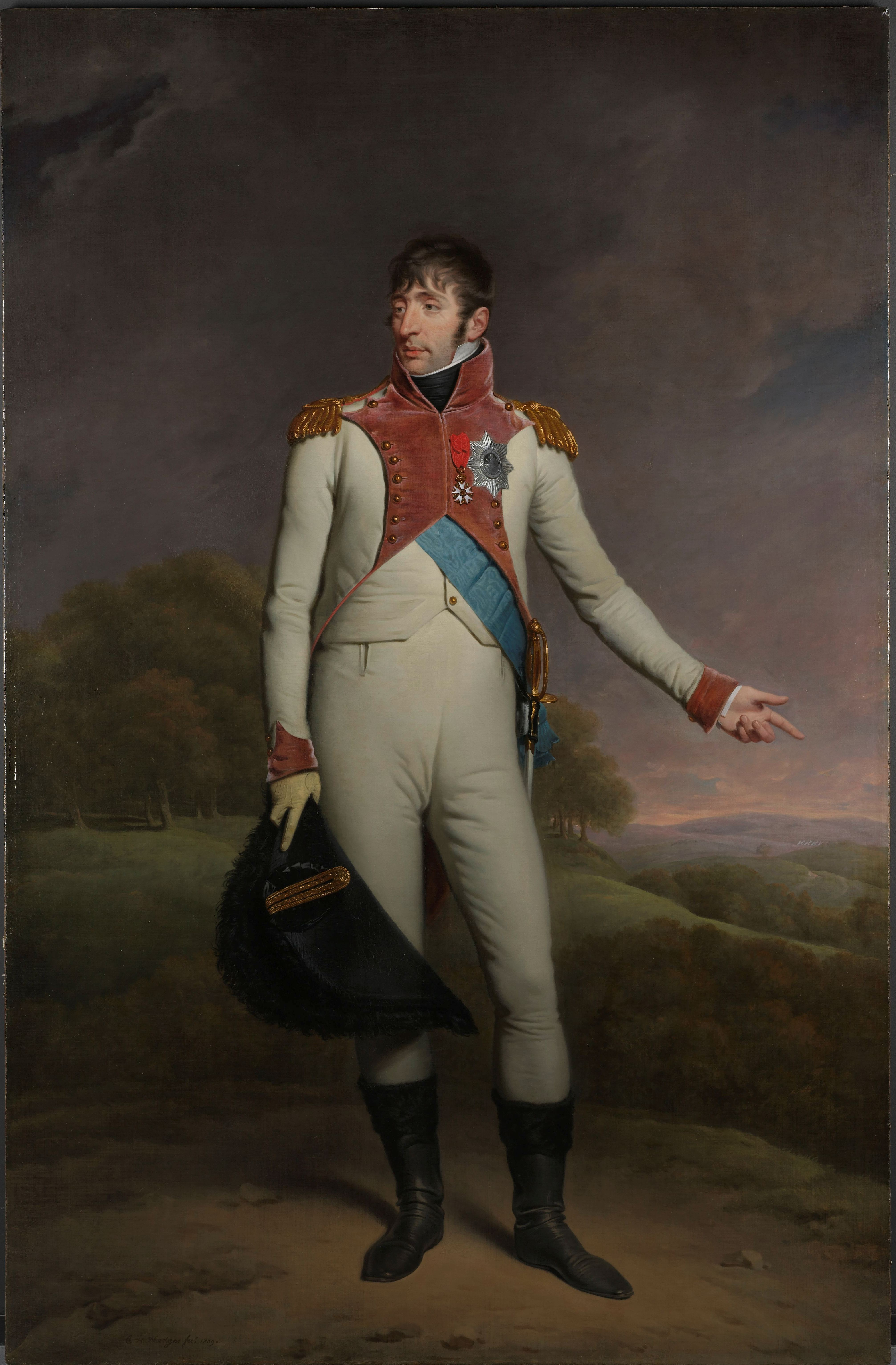
Louis Bonaparte (1809)
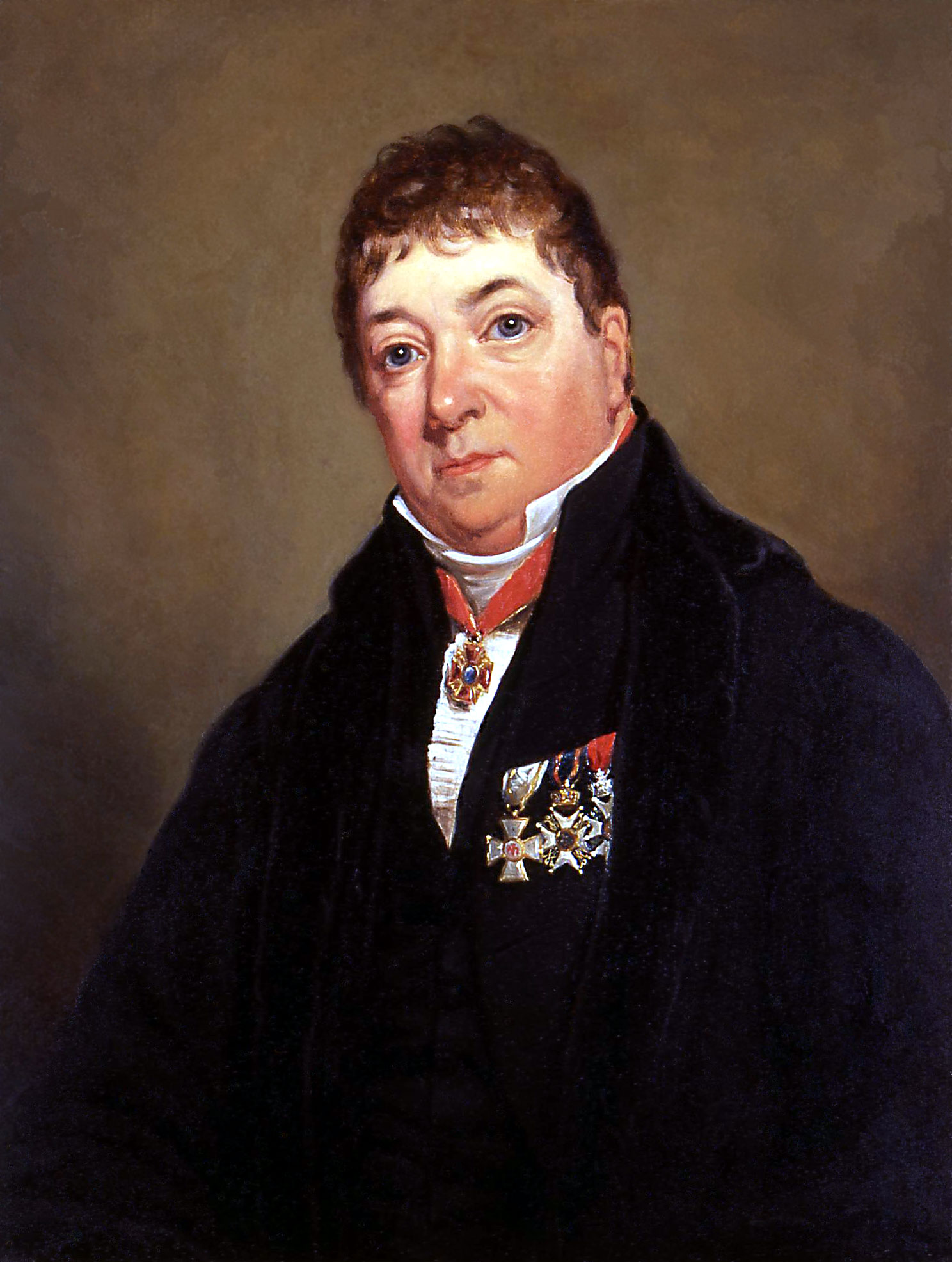
Sebald Justinus Brugmans
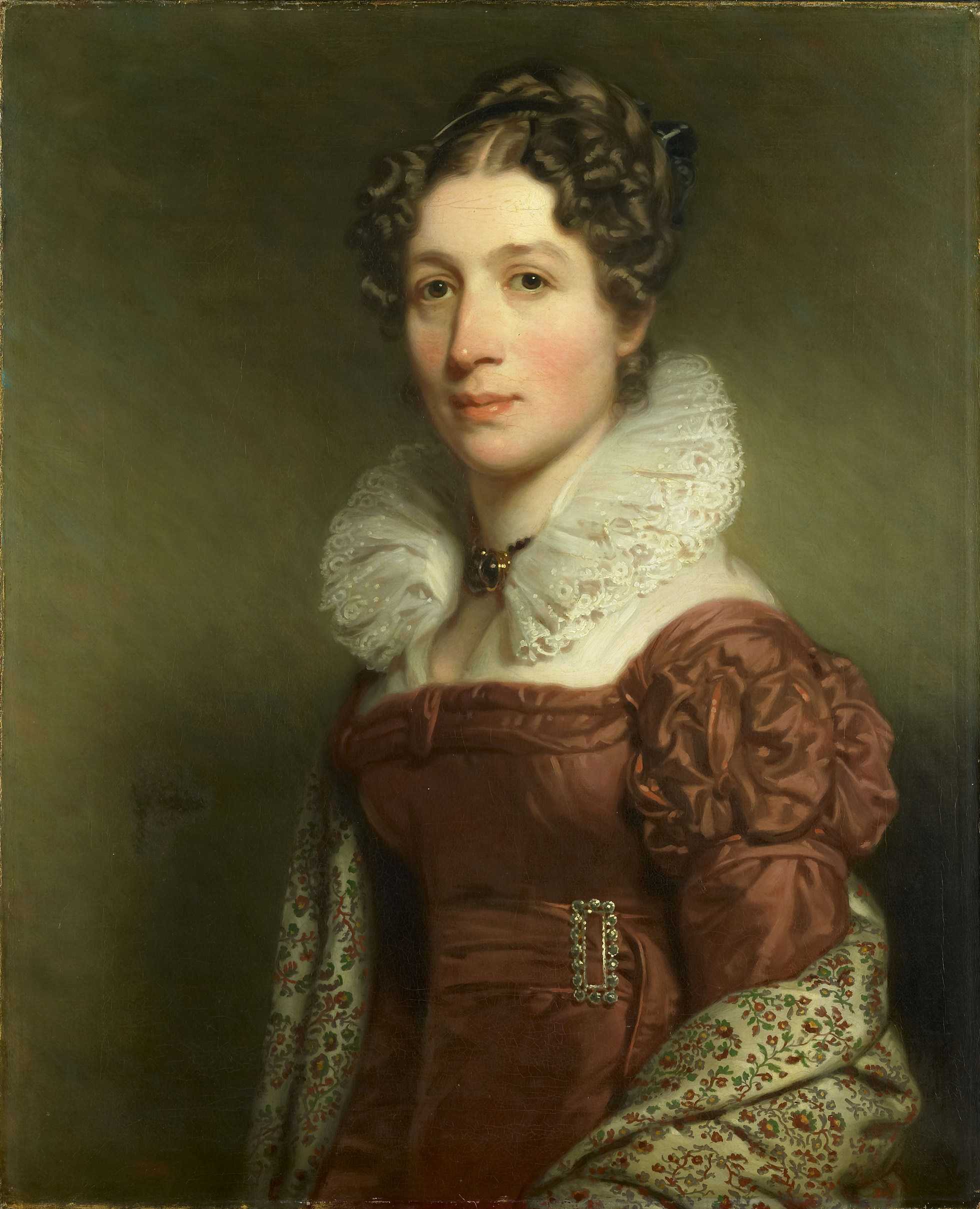
Jacoba Vetter (1837)

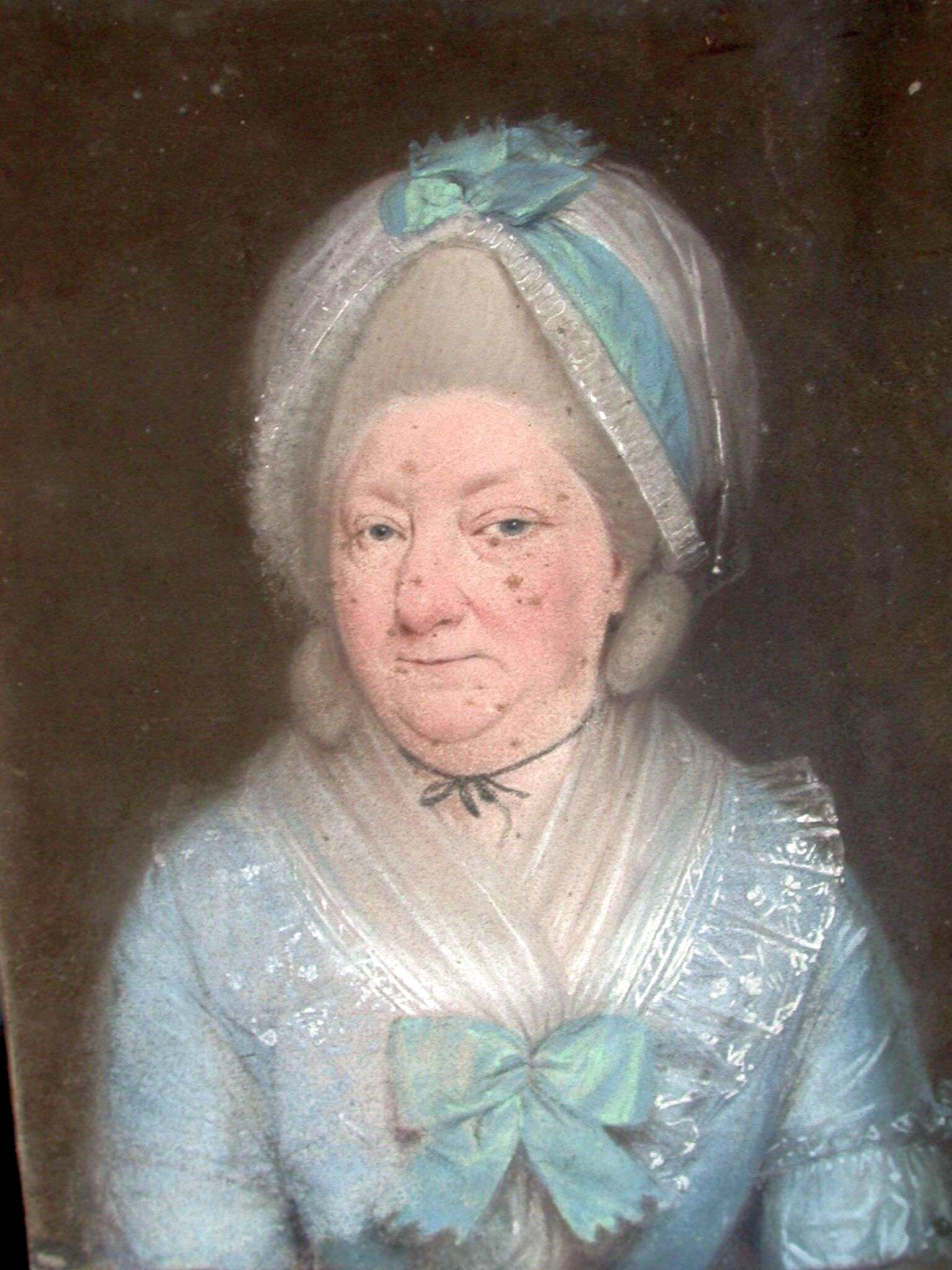
Margaretha Sautijn Collectie: Zeeuws maritiem muZEEum
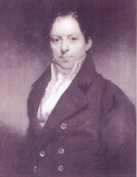
Andries de Wilde (1831)
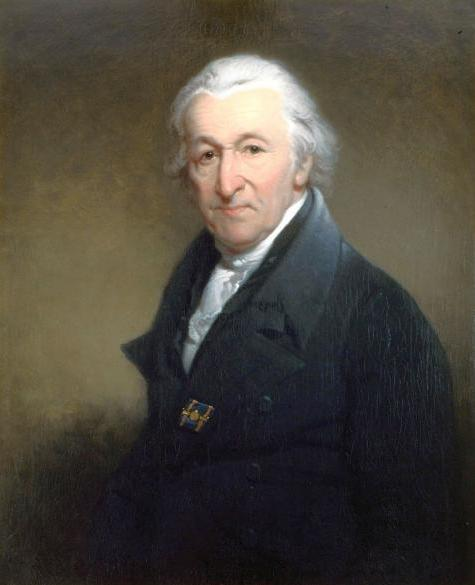
Martinus van Marum (ca. 1826)
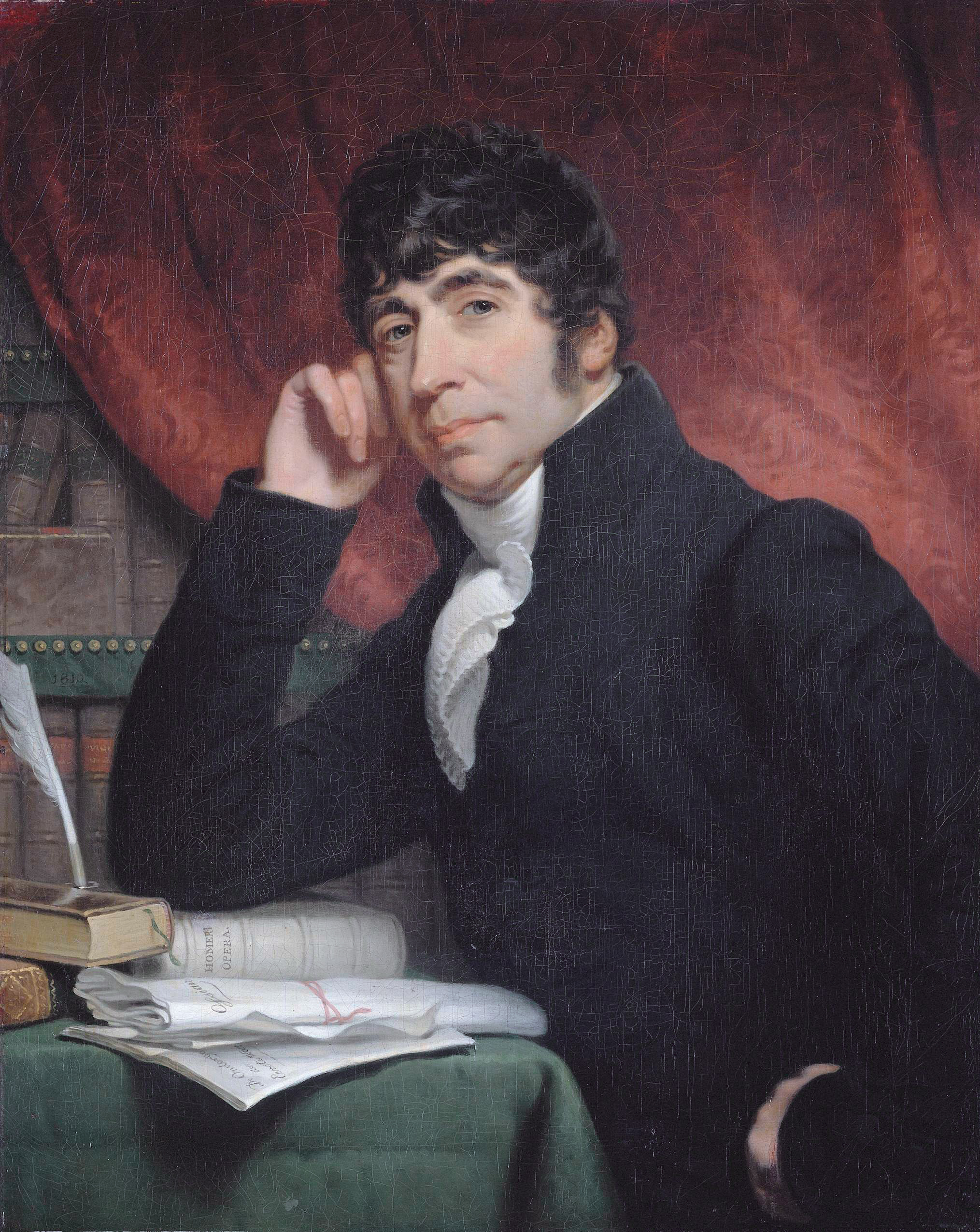
Willem Bilderdijk  (1810)